# Калинове (Білоцерківський район)
Калинове (до 18 лютого 2016 року — Чапаєвка) — село в Україні, у складі Таращанської міської громади Білоцерківського району Київської області, до 2020 року, - у Таращанському районі Київської області. Населення становить 1488 осіб. Історично достовірною назвою села є назва  Жидівська Гребля — на честь спорудженої на річці Гнилий Тікич греблі. Після Жовтневого перевороту 1917 року неполіткоректну назву села змінили на Затонське, а згодом село було перейменоване ще раз — на честь радянського військового діяча Василя Івановича Чапаєва..
4 лютого 2016 року село перейменоване на Калинове

## Географія
Село розташоване на південному сході Білоцерківського району Київської області вздовж річки Гнилий Тікич, що після злиття з Гірським Тікичем впадає в річку Синюху (ліва притока Південного Бугу). Знаходиться за 23 км від центру громади — містечка Тараща, сусідній центр громади Ставище розташований за 18 км. Відстань до найближчої залізничної станції Ольшаниця становить 41 км.

## Історія
Місцевість була заселена ще до появи християнства на Русі. Територія була вкрита лісами. Люди жили окремими поселеннями по кутках, які існують і тепер. Основним заняттям було землеробство, тваринництво та рибальство. Населення виконувало князівську службу, спостерігаючи за степом де кочували половці. Жителі були язичниками, сповідуючи дохристиянські релігійні вірування, пов'язані з діями природних сил — сонця, вітру, місяця і т. д. На території села в XIX ст. було проведено розкопку могил, виявлено при цьому сліди спалювання людей та тварин. На місті поховань насипались великі кургани, які з часом використовувались, як спостережні. 1940 року під час глибокої оранки, на північ від села була знайдена кам'яна сокира. На полях навколо села було до 40 курганів та могил. На сьогодні курганів (могил) залишилось значно менше, вони розорані, особливо в наш час, коли землю обробляють потужною технікою.

На початку XIII ст. Київська Русь зазнала спустошливих набігів монголо-татар. Було знищено і великі в ті часи міста, такі як Самбор (нинішні Лісовичі), Біла Церква, Васильків і т. д. Територія де розташоване село слугувала форпостом на шляху монголо-татар до Західної Європи, тому часто піддавалось набігам та спустошувалось. Після укладення в 1385 році Кревської унії територія почала заселятися вихідцями з Литви та Польщі. В багатьох селах з'явились сім'ї поляків і литовців, які виконували роль наглядачів, старост, лісничих, писарів і т. д. Проте територія довгий час лишалась незаселеною через спустошливі набіги кримських татар. Після укладення в 1569 році Люблінської унії і утворення єдиної держави Речі Посполитої до її складу також входить і Київщина. Почалось повальне закріпачення селян польськими феодалами. В багатьох селах 90 % населення становили поляки. В невеликих містечках (Богуслав, Тараща, Ставище, Виноград і.т.д.) і великих сільських населених пунктах таких як Жидівська Гребля, Насташка, Красилівка з'явились єврейські общини. Вони займались торгівлею, бондарством, пошиттям одягу. З появою єврейської общини пов'язана власне і сама назва селища — Жидівська Гребля. За одним з переказів, та мабуть самим вірогідним, відомо що шлях чумаків на південь перетинав заболочений Гнилий Тікич. Для того, щоб його переїхати доводилось користуватись або переїздом в с. Веселий Кут, або дуже непевним Калиновим мостом, що являв собою гать через болото, на західних окраїнах сучасного Калинового. Залишки того мосту можна знайти і зараз. Знайшовсь єврей, який побудував у найсухішому місті Гнилого Тікича греблю, а біля неї корчму, чумаки мали змогу таким чином скоротити шлях та перепочити. 

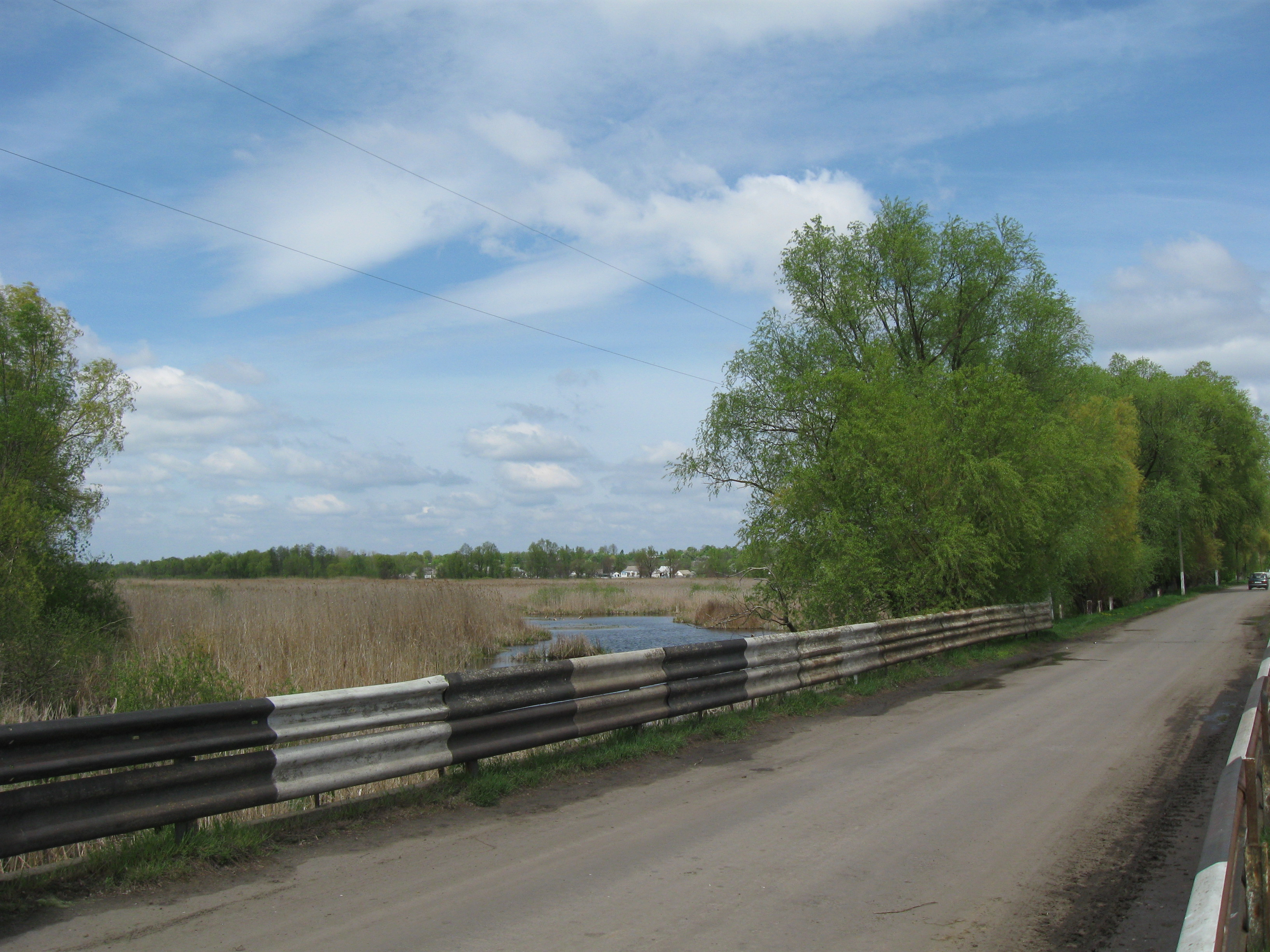
Сучасний вигляд греблі

Про участь жителів села у визвольній війні 1648—1657 рр. проти польсько-шляхетських загарбників відомостей не має. Але не має сумніву в тому, що частина жителів села була її участиком, оскільки всього за 20 км від Жидівської Греблі проходили війська Богдана Хмельницького по дорозі від Білої Церкви до Корсуня.
Незадоволення селян польськими порядками привело до розгортання в 30-60 рр. XVIII ст. на правобережній Україні гайдамацького руху, який виливсь у 1768 році у велике повстання — Коліївщину. Повстання охопило всю Київщину і не оминуло Жидівську Греблю (один з кутків села і донині називається Гайдамаківкою). Повстанці, керовані М. Залізняком, І. Гонтою, С. Неживим, М. Швачкою з боями захопили Черкаси, Канів, Умань, Лисянку. Повстання було жорстоко придушене. Всі, хто потрапив в полон, були страчені. І. Гонта після тяжких тортур був четвертований в селі Кодня на Житомирщині.

Церква св. Іоанна Богослова в с. Калинове

Село не мало постійного власника аж до 1774 року. 13 грудня 1774 року король Станіслав Август видав «Жалованную грамоту гр. Ф. К. Браницкому на Белоцерковское староство», Жидівська Гребля перейшла у повну власність Великого коронного гетьмана Францішека Ксаверія Браницького (1731—1791). Білоцерківське староство дісталось Браницькому саме за придушення хвилі селянсько-козацьких виступів — Коліївщини. Панщина зберігалась на рівні 135—300 днів на рік. Всі інші повинності й податки в селі збереглись і після приєднання Правобережної України до Російської імперії в 1795 році, аж до реформи 1861 р. Спочатку село входило до П'ятигірського повіту, а з листопада 1800 р. повітовий центр був перенесений в Таращу, і повіт став називатись Таращанським. Проте становище населення від цього не змінилось. Польські поміщики були замінені російськими. Зросло виробництво пшениці і цукрових буряків. За царювання Миколи І в 1834 році в селі було побудовано першу церковно-приходську школу.

У дослідженні Лаврентія Похилевича від 1864 року зазначено: 
|  | ЖИДОВСКАЯ ГРЕБЛЯ, село при реке Гнилом Тикиче, в 6-ти верстах ниже Брилевки. В речку Тикич впадают с правой и левой стороны речки Цицилия и Волосянка. На полях села находится до 40 древних могил, а в самом селе две раскопанные, что намекает на давнюю населенность этой местности. Жителей обоего пола 2117, у чисте коих три латинствующих. Церковь во имя Иоанна Богослова; предшевствовавшая нынешней, была построена в начале прошлого века из дубов, срубленых на самом месте нынешнего селения. По обветшании этой церкви, построена теперешняя деревянная же в 1856. По штатам она причислена к 4-му классу; земли имеет указную пропорцию |

Станом на 1885 рік у колишньому власницькому селі, центрі Жидівськогребельської волості Таращанського повіту Київської губернії, мешкало 2229 осіб, налічувалось 309 дворів, існували православна церква, школа, постоялий двір.
За переписом 1897 року кількість мешканців складала 3716 осіб (1785 чоловічої статі та 1931 — жіночої), з яких 3513 — православної віри.
У 1904 році з села біля двох десятків резервістів були призвані до армії та флоту і стали учасниками російсько-японської війни. Кілька чоловік загинули в Маньчжурії, при обороні Порт-Артура. В Цусімському бою на крейсері «Аврора» брали участь і мешканці Жидівської Греблі, матроси — Теплик Гаврило та Гончар Фокій. Найбільше відзначивсь в боях з японцями Нестор Шиян, який служив у драгунах. За бойові заслуги був нагороджений 4-ма Георгіївськими хрестами, став повним георгіївським кавалером Російської імперії, занесений на дошку почесних громадян в Георгіївському залі Кремля. Піхотинці Рибченко Антін, Рибченко Омелян були нагороджені Георгіївськими хрестами IV ступеня.
В період Першої світової війни 1914—1918 рр. в армію було призвано велику кількість жителів села, які брали участь в боях на Південно-Західному фронті, частина з них відзначились у боях — Пономаренко Михайло, Швиденко Конон, Губань Павло, Царик Євдоким, Даценко Іван Аронович
Після Жовтневого перевороту в селі встановлено радянську владу. В 1924 р. село назване на честь Затонського Володимира Петровича — партійного і державного діяча УСРР. Встановлення більшовицької влади сприймалось населенням по-різному, часто селяни виступали проти радянської влади. Причиною тому слугувало примусове втягнення селян в колгоспи, запровадження продрозверстки, що головним чином лягло на плечі заможних селян, які і раніше виказували незадоволення радянською владою. На групи червоноармійців, які займались збиранням хліба та відправкою його до Ольшаниці здійснювались напади. Селяни тривалий час опирались колективізації, тих хто відмовлявсь вступати в колгоспи обкладали подвійним, а то і потрійним податком. Ніяке господарство не могло його виконати, тому таку сім'ю висилали з села, а все майно забирали. В побуті з'являється назва — куркуль (кулак).
У 1929 році в селі створено колгосп «Більшовик», у якому в 1930 р. перебувала більшість населення. Вже в 1932 році з'явились ознаки голоду. Велика маса людей виїхала з села і стала робітниками, частина пересилилась на Північний Кавказ. В 1932 р. було зібрано доволі непоганий врожай, але майже подвійний тягар по здачі зернових покладено на колгоспи. Крім того потрібно було заплатити в МТС за трактори (хлібом і грошима). Зимою 1933 року почавсь голод. Найбільше почало мерти людей в травні-червні 1933 року, люди помирали не тільки від нестачі їжі, а й від хвороб, що з'явились від недоїдання. Від голодної смерті та хвороб весною 1933 року село не дорахувалось 1898 чол.

Пам'ятник односельчанам загиблим в Другій світовій війні

Під час проведення колективізації і боротьби з релігією вже в 1929 р. закрито церкву і молитовний будинок. При закритті церкви і передачі її під клуб вся історична документація, церковні книги, ікони та інвентар, необхідний для відправлення відповідних ритуалів були спалені перед дверима церкви. Священик Садовський та секретар сільської ради врятували книги із записами новонароджених, померлих та обручених вінчанням в церкві.
Влітку 1937 р. після арешту В. П. Затонського в село прибули представники з Києва та Таращі. Було зібрано невеликий сход села, де Затонського було названо «ворогом народу» та «іноземним шпигуном», запропоновано змінити назву села на «Чапаєвка».
З початком війни 22 червня 1941 року в селі на подвір'ї відбулися мітинги, на яких жителів було закликано до підтримання порядку та дисципліни. За розпорядження військомату на призовний пункт окремими групами з'явились ті хто вже служив у Червоній армії. В другій половині липня 1941 р. в селі з'явились представники окупаційних властей, щоб обрати (призначити) старосту. Господарство села почало працювати на забезпечення військ Вермахту. Протягом двох років до Німеччини на різні роботи відправлено близько 300 жінок і чоловіків. Відвойовано Чапаєвку в січні 1944 року. Перші радянські частини з'явились в селі 3-8 січня. Червона армія, знекровлена тривалим наступом, потребувала поповнення напередодні проведення Корсунь-Шевченківської операції. Поповнення формувалось з чоловіків на щойно звільнених територіях. Наприкінці січня 1944 року в селі проведено тотальну мобілізацію, були мобілізовані навіть особи зняті з обліку у військоматі. Мобілізованих часто відправляли на передову не вдягнувши в військову форму, бракувало зброї (т.з. чорна піхота, чорні свитки). Під час Німецько-радянської війни на різних фронтах загинуло 380 мешканців села, багато померло від ран у післявоєнний час.
Село було занесено до переліку населених пунктів, які потрібно перейменувати згідно із законом «Про засудження комуністичного та націонал-соціалістичного (нацистського) тоталітарних режимів в Україні та заборону пропаганди їхньої символіки».
4 лютого 2016 року село Чапєвка було перейменоване на Калинове.

## Історія розвитку освіти в Калиновому
Історія  зародження і  розвитку  освіти в  селі  сягає  початку XVIII ст., коли  в  селі  Жидівська  Гребля було  побудовано  з дубів, зрубаних  на  території села, церкву во «имя Иоанна Богослова» (за даними Похилевича). 1834 року, за часів імператора Миколи І, у селі відкривається церковно — приходська школа і школа грамоти. Навчання проводилося російською мовою і тривало дві зими (від Покрови до Пасхи). Канікули  розпочиналися перед  різдвяними  святами і  тривали  майже місяць. У  дні  великих релігійних  свят та  ювілеїв членів  царської  сім'ї, заняття в  школі  не проводились. Учні — переважно хлопчики (дівчаток  було  значно менше, переважно  із заможних сімей) навчалися  читати, писати, грамоти та  Закону Божого.
Після земської реформи 1864 року, жителі села добиваються відкриття земської школи. Сільський сход 3 вересня 1883 року виносить  «приговор»: просити міністра освіти виділити 500 крб. на будівництво в селі школи та 226 крб. на її утримання. Інспектор народних училищ в місті Тараща направляє «приговор» до попечителя Київської учбової округи, а той, у свою чергу, пише лист від 17 листопада 1883 міністру народної освіти Російської імперії з проханням дати дозвіл на відкриття школи в селі Жидівська Гребля, через брак коштів було отримано негативну відповідь. На друге прохання сходу жителів села, 15 лютого 1885 року міністерство освіти Російської імперії, виділило 500 крб. на будівництво школи і 226 крб. на рік на її утримання. Сільська трикласна школа, проіснувала до 1908—1910 років. Згодом перетворена в житло для  вчителів, вона  давала їм  притулок  аж  до  1973 року, а потім була знесена в зв'язку з будівництвом нової школи. Навчання в новій школі було більш глибоким, змістовним і досконалим. Поряд із Законом Божим вивчалась російська граматика, математика, давались загальні поняття про природні явища та історію держави.
Фінансування школи проводилось згідно листа № 1317 від 19 січня 1886 року. Департамент народних училищ міністерства освіти Російської імперії писав, «…назначить  из кредита  по  ст.2 § II действующей  сметы Министерства  народного  образования единовременно двести двадцять шесть рублей на содержание начально народного училища министерства в селе Жидовская Гребля Таращанского уезда Киевской губернии». Одночасно було затверджено і кошторис училища: Жалування законовчителю   -100  крб.
Жалування  вчителю  -330  крб.
На  книги  і навчальні  посібники  - 50 крб.
Жалування  сторожа                    - 60  крб.
Ремонт  школи                              - 25  крб.
Опалення, освітлення                 - 100 крб.
Страхування  школи                     - 10 крб.
Всього: 675 крб., з  них  226 крб." казенных  и 449 руб. из  общественных средств"
Уповноваженими від селян, які добивалися відкриття в селі школи були односельчани: Вегера Сергій, Даценко Євтухій, Лещенко Яків, Лименко Микита, Нестеренко Карпо, Федченко Артем.
Бібліотека народного  училища  нараховувала 135  книг. Їх  список складався священником Т.Садовським, учителем Крикуном та інспектором Верещагіним, 40 %  книг були  церковними.
У 1908 році в селі відкривається двокласна міністерська школа з п'ятирічним навчанням, відома  серед жителів села як « земська  школа». Основними предметами викладання стали Закон Божий, граматика і література, математика, географія, історія, біологія. Особлива увага зверталась на оформлення ділових паперів, прикладним заняттям  з  математики та  географії. Навчання  проводилось тільки  російською мовою. Випускники такого типу школи в мирний час звільнялися від служби в армії. До революції в школі навчалося не більше 120 учнів. З випускників школи цього  часу, син  заможного  селянина Кіндрата Стеценка — Степан закінчив  Київський  університет Святого Володимира, а потім  продовжив навчання  в  Сорбонському університеті. Під час Першої світової війни та революції, через відсутність учительських кадрів, навчання занепадає і школа на тривалий час так і залишалася чотирирічною.
У 1921 році відкрито семирічну школу, та через брак учнів 5 — 7 класів її знову перетворили на початкову. Семирічна школа  в  селі Затонському (в 1924 році  село  Жидівська Гребля  було перейменовано  на  Затонське) було  відкрито в  1928-29 навчальних  роках. Ідея її  відкриття, як  пізніше і  середньої школи, належала завучу школи Баранівському Івану Васильовичу., якому сприяв  сільський виконком  на чолі  з  Губанем М. К. та  батьківським комітетом  на  чолі з  Шевченком Григорієм Івановичем, який кілька  разів  особисто побував  на  прийомі в  народного  комісара освіти  України  В. П. Затонського, котрий  допоміг коштами  та  будівельними матеріалами, необхідним навчальним  обладнанням. Вже  восени 1935 року додаткове приміщення було готове, і  з другої  чверті в ньому  розпочалося навчання. Так було створено основу  для  відкриття в  селі  середньої школи. Один з перших випускників семирічки Кучма Микола  Федорович  продовжив навчання, закінчив  Ленінградську  консерваторію, працював  артистом в  Донецькому  обласному театрі . За  успішну  театральну діяльність  був  удостоєний звання  заслужений  артист УРСР.
1 вересня 1936  року  урочисто, за участю  керівників  села, вчителів, членів  батьківського комітету, жителів  села, представників  районної  влади та учнів  в селі  Затонському була  відкрита  середня школа. Завуч  школи  Баранівський І. В. оголосив  список учнів 8 класу. Під  оплески  присутніх їх вітали  директор  школи Самійленко П. С., керівники  села, представники  з  району. Школа по  праву  стає центром суспільно-політичного  життя села. Авторитет  вчителя був  дуже  високий. В ті  роки  наше село  не  було радіофіковане, радіоприймач був лише  у  школі, тому особлива  увага приділялась  художній самодіяльності, особливо  драматичним  гурткам. В школі  драмгуртком та  гуртком музики  керував завуч Баранівський І. В. Виконавцями  всіх ролей  були  вчителі та  учні  старшокласники. До 1941 року в школі відбулося 3 випуски, атестати зрілості отримали 56 учнів. З 1937 року, після хвилі репресій які зачепили і Затонського В. П., школа стала називатися Чапаєвською середньою
Під час Другої світової війни та окупації села, приміщення школи були перетворені в поліцейську дільницю, склади та конюшню, навчання на тривалий час було припинено. 4 січня 1944 року Чапаєвка була звільнена від окупантів. Село  починає  відбудовуватися. Поступово відновилося навчання в початкових і середніх класах, а учні  старших  класів змушені  були ходити в  середню  школу с. Федюківка Лисянського  району  Черкаської області. 1946 року відбувся перший післявоєнний випуск. В зв'язку з великими  економічними  труднощами, зумовлених  війною та відбудовою економіки, до початку 60 — х років, навчання для учнів 8 — 10 класів було платним. Чапаєвська  середня школа  стала місцем здобуття  освіти  для багатьох  учнів  навколишніх сіл: Веселого Кута, Косяківки, Антонівки, Великої Березянки, Дубівки, Малої Березянки, Станишівки, Великої Вовнянки.
В 1956 році з введенням в школі політехнічної освіти навчальний заклад став називатися Чапаєвською середньою політехнічною школою. За  школою  було закріплено  певну  кількість колгоспної  землі, виділено  трактори, комбайни та автомобіль. Створена  учнівська  виробнича бригада  займалась  вирощуванням цукрових  буряків, кукурудзи, зернових  культур. З 1960 року, відповідно до Постанови Ради Міністрів УРСР від 16 серпня 1960 року «Про середню загальноосвітню трудову політехнічну школу з виробничим навчанням» школа була реорганізована і отримала назву Чапаєвської середньої загальноосвітньої, трудової, політехнічної школи  з виробничим навчанням. Одночасно школа  стала і одинадцятирічною. Разом з атестатом зрілості випускники стали отримувати посвідчення тракториста комбайнера, а  пізніше  і шофера. Це зробило школу  справжньою  кузнею кадрів для  місцевого  господарства. В школі було створено виробничу бригаду першим керівником якої стає Литвин О. Х. За досягнуті успіхи учнівська виробнича бригада неодноразово відзначалася грамотами і цінними подарунками обласного відділу освіти, Міністерств освіти України, була представлена на ВДНГ України. 11 червня 1963 року на базі бригади почав діяти відомий в області табір праці і відпочинку «Маяк». За  учнівською бригадою  було  закріплено 28 гектарів орної землі. Учні  вирощували озиму та  яру  пшеницю, кукурудзу, цукровий  буряк, проводили  навчально-дослідну  роботу. 1968 року  Кучер Лідія — бригадир  учнівської бригади  та  ланкова Федченко Людмила  в  складі делегації  від  УРСР були  присутні в Москві на ВДНГ СРСР під час зборів членів  учнівських  виробничих бригад. 
1 вересня  1977 року  в селі  відкрито  типове приміщення  середньої  школи на  570 учнів. Школа  була збудована  на  кошти колгоспу  ім. Чапаєва. Активну  участь в будівництві  школи взяли  голова  колгоспу Царик М. Д., секретар партійної  організації  Даценко П. Д., голова  сільської ради  Гриценко В. Г., директор  школи Свириденко О. В., батьки  та  учні, жителі села.
З 1988 року  в  школі щорічно, в  останню  суботу вересня, проводиться футбольний  турнір  шкіл району  пам'яті  воїна-інтернаціоналіста  Олександра Мукосія.
У 1990 році в школі  відкрито  Галарею пам'яті  воїнів-односельчан, які  загинули в  роки  Другої світової  війни  та  музей  історії школи.
У  1991 році  в школі  обладнано  кабінет інформатики «Корвет» — один з перших в районі, а  в 2007 році сучасний навчально-комп'ютерний  комплекс.
В  1994 році було  проведено  газифікацію шкільної  котельні, її  переведено в  нове  приміщення.
Протягом існування  школи  її очолювали:
1884 році — священник Петро Гулак-Артемовський.
1885 році — і до  кінця  ХІХ ст.- священник  Тимофій Садовський " в  преподавании слова Божия  опытен  и весьма  усерден, а  також « отличного  хорошего  поведения».
На  межі  ХІХ-XX ст..- Ф. К. Пашутинський (за  проведення в  1903—1904 роках  революційної пропаганди  був  заарештований і  засланий  на поселення  до  Вологодської губернії).
1908—1917 роках — Шкарбан. Учитель  з університетською  освітою, учасник  російсько-японської  війни, штабс-капітан. Крім  російської мови і географії викладав  нотну  грамоту, чудово  грав на  скрипці, здібний  організатор своєї  справи.
1925—1928 роках — Самохвал …
1928—1938 роках — Самійленко  Панас Сидорович — вчитель  історії
1938—1941 роках — Лещенко Максим  Федорович — вчитель історії
1944—1946 роках — Грицаєнко  Антон Федорович  - вчитель  історії
1946—1960 роках — Черепанов  Микола Миколайович — вчитель історії
1960—1971 роках — Рибченко Анатолій Лукич — вчитель  математики
1971—1974 роках — Терещук  Микола Корнійович — вчитель мови і літератури
1974—1978 роках — Свириденко Олександр Васильович — вчитель   історії
1978—1981 роках — Науменко Зінаїда Арсентіївна — вчителька  фізики
1981—1987 роках — Кокоша Василь Михайлович — вчитель  фізичного виховання
З 1987 року школу очолює — Швиденко Василь Миколайович — вчитель історії
За  час існування школи, 56 випускників  закінчили школу  з  золотою медаллю , 45 із  срібною. Гордістю  школи є  випускники  різних років — Павленко М. І., доктор історичних  наук, Даценко Т. І. — заслужена  вчителька РРФСР, Даценко Л. А. — віце-президент  Українського радіо, Царик Н. С. доктор педагогічних  наук, Крамаренко В. Т., Черниш П. З. — Герої  Соціалістичної  Праці.  
Діючі заклади освіти села Калинівка:
- Дошкільний навчальний заклад «Сонечко»
- Калинівська загальноосвітня школа І-ІІІ ступенів

## Відомі люди
- Кизима Василь Трохимович — ліквідатор аварії на ЧАЕС, Герой Соціалістичної праці, Заслужений будівельник УРСР, депутат Верховної Ради УРСР 9-11-го скликань.